# مؤشر زمرة جزئية
في الرياضيات، وبالتحديد في نظرية الزمر، مؤشر زمرة جزئية (بالإنجليزية: Index of a subgroup)‏ H في زمرة G هو حجم هذه الزمرة الجزئية نسبة إلى حجم الزمرة G.